# Currywurst

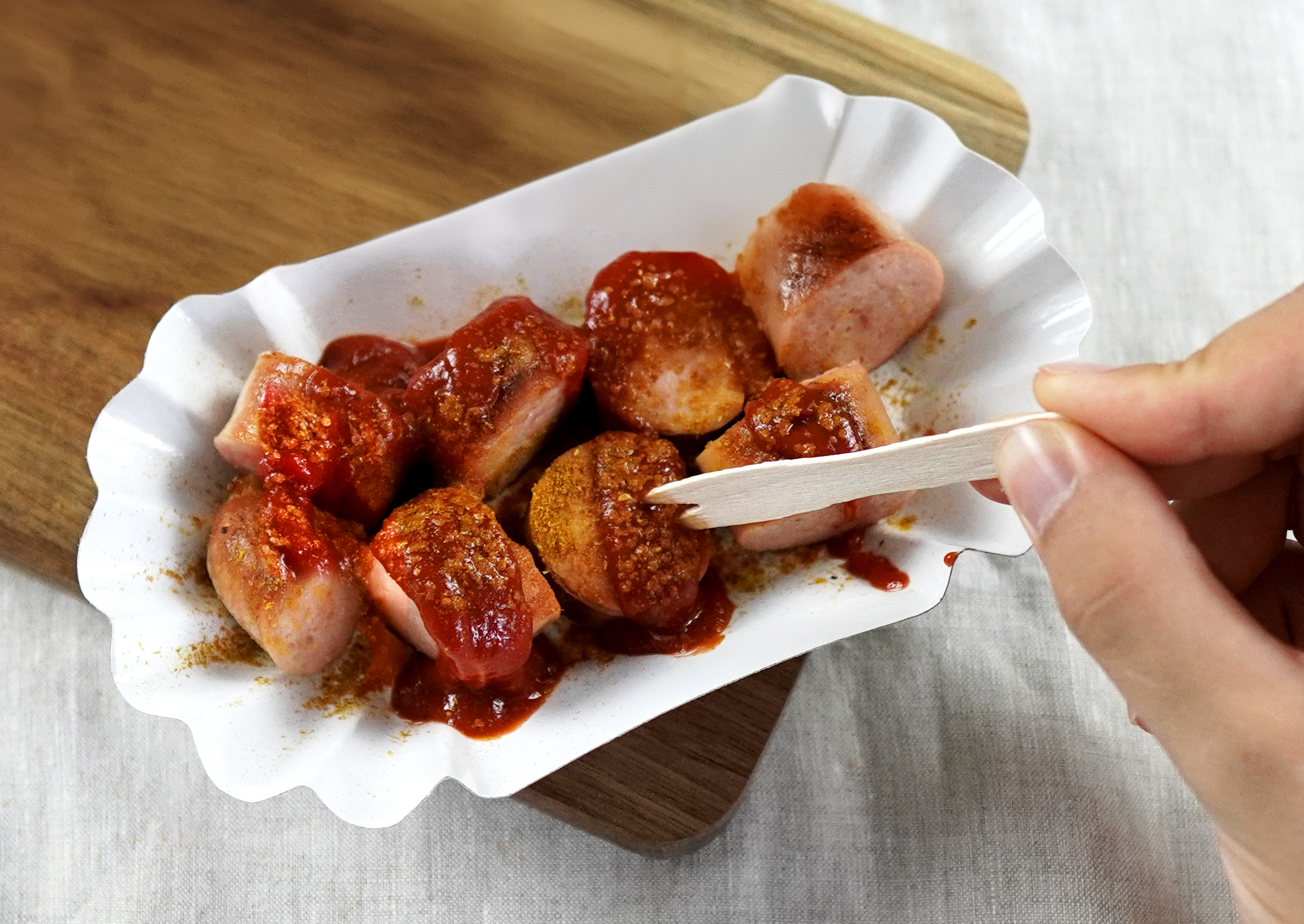
Currywurst

Currywurst – jedno z typowych niemieckich dań zaliczanych do tzw. fast foodów. Jest to zwykle podawana na gorąco grillowana, pieczona lub rzadziej gotowana kiełbasa wieprzowa posypana dużą ilością przyprawy curry i polana specjalnym sosem, którego bazą jest koncentrat pomidorowy. W „najtańszym” wydaniu Currywurst podawane jest ze zwykłym ketchupem. Danie to jest zwykle spożywane z bułką lub frytkami. Currywurst często jedzone są na stojąco, z praktycznych względów podaje się je pokrojone wraz z jednorazowym plastikowym bądź drewnianym widelcem.
Currywurst wymyśliła w 1949 Herta Heuwer, a dziesięć lat później opatentowała swój wynalazek. Potrawa jest sprzedawana we wszystkich dużych niemieckich miastach w ilości 800 milionów porcji rocznie. W Berlinie do 21 grudnia 2018 roku znajdowało się muzeum currywurst.